# 达卢尔班德
达卢尔班德（Dalurband），是印度西孟加拉邦Barddhaman县的一个城镇。总人口14978（2001年）。

## 人口
该地2001年总人口14978人，其中男性8438人，女性6540人；0—6岁人口1904人，其中男973人，女931人；识字率58.91%，其中男性为67.81%，女性为47.42%。